# Edidiong Odiong
Edidiong Ofonime Odiong (13 marzo 1997) è una velocista nigeriana naturalizzata bahreinita.

## Biografia
Odiong inizia le competizioni internazionali nel continente africano portando i colori della Nigeria, con cui trionfa ai Campionati africani allievi del 2013 nel 400 m piani. Dal 2015, ha cambiato i colori nazionali passando al Bahrein con il quale è diventata campionessa dei campionati panarabi nel 2015 e vinto i mondiali under 20 nel 2016. Ha, inoltre, raggiunto le semifinali dei Giochi olimpici di Rio de Janeiro del 2016 e dei Mondiali di Londra del 2017.

## Record nazionali
- Staffetta 4×100 metri: 42"73 ( Giacarta, 30 agosto 2018) (Iman Essa Jasim, Edidiong Odiong, Hajar Alkhaldi, Salwa Eid Naser)
- Staffetta 4×400 metri: 3'32"62 ( Mungyeong, 6 ottobre 2015) (Iman Essa Jasim, Edidiong Odiong, Salwa Eid Naser, Oluwakemi Adekoya)

## Palmarès
| Anno                            | Manifestazione                    | Sede           | Evento      | Risultato  | Prestazione | Note                                     |
| ------------------------------- | --------------------------------- | -------------- | ----------- | ---------- | ----------- | ---------------------------------------- |
| In rappresentanza della Nigeria |                                   |                |             |            |             |                                          |
| 2013                            | Africani allievi                  | Warri          | 400 m piani | Oro        | 54"46       |                                          |
| 2013                            | Mondiali allievi                  | Donec'k        | 400 m piani | 5ª         | 54"14       |                                          |
| 2014                            | Mondiali juniores                 | Eugene         | 400 m piani | 6ª         | 54"06       |                                          |
| 2014                            | Mondiali juniores                 | Eugene         | 4×400 m     | 5ª         | 3'35"14     |                                          |
| In rappresentanza del Bahrein   |                                   |                |             |            |             |                                          |
| 2015                            | Campionati panarabi               | Madinat 'Isa   | 200 m piani | Oro        | 22"98       |                                          |
| 2015                            | Campionati panarabi               | Madinat 'Isa   | 4×100 m     | Oro        | 46"40       |                                          |
| 2015                            | Giochi mondiali militari          | Mungyeong      | 200 m piani | Oro        | 23"18       |                                          |
| 2015                            | Giochi mondiali militari          | Mungyeong      | 4×400 m     | Bronzo     | 3'32"62     | Record nazionale                         |
| 2016                            | Mondiali under 20                 | Bydgoszcz      | 200 m piani | Oro        | 22"84       |                                          |
| 2016                            | Giochi olimpici                   | Rio de Janeiro | 200 m piani | Semifinale | 22"84       |                                          |
| 2017                            | Giochi della solidarietà islamica | Baku           | 200 m piani | Oro        | 22"95       |                                          |
| 2017                            | Giochi della solidarietà islamica | Baku           | 4×100 m     | Oro        | 44"98       |                                          |
| 2017                            | Giochi della solidarietà islamica | Baku           | 4×400 m     | Oro        | 3'32"96     |                                          |
| 2017                            | Mondiali                          | Londra         | 200 m piani | Semifinale | 23"24       |                                          |
| 2018                            | Giochi asiatici                   | Giacarta       | 100 m piani | Oro        | 11"30       | [ 2 ]                                    |
| 2018                            | Giochi asiatici                   | Giacarta       | 200 m piani | Oro        | 22"96       | [ 2 ]                                    |
| 2018                            | Giochi asiatici                   | Giacarta       | 4×100 m     | Oro        | 42"73       | [ 3 ]                                    |
| 2018                            | Giochi asiatici                   | Giacarta       | 4×400 m     | Argento    | 3'30"61     |                                          |
| 2019                            | Campionati asiatici               | Doha           | 200 m piani | 4ª         | 23"24       | Miglior prestazione personale stagionale |
| 2019                            | Campionati asiatici               | Doha           | 4×100 m     | Bronzo     | 43"61       |                                          |
| 2022                            | Mondiali                          | Eugene         | 100 m piani | Semifinale | 11"56       |                                          |
| 2022                            | Mondiali                          | Eugene         | 200 m piani | Semifinale | 23"31       |                                          |
| 2023                            | Giochi asiatici                   | Hangzhou       | 100 m piani | 6ª         | 11"54       |                                          |
| 2023                            | Giochi asiatici                   | Hangzhou       | 200 m piani | Bronzo     | 23"48       |                                          |
| 2023                            | Giochi asiatici                   | Hangzhou       | 4x100 m     | dq         | dq          |                                          |

## Altre competizioni internazionali
2018
- 5ª in Coppa continentale ( Ostrava), 200 m piani - 22"62